# Overkill (album Motörhead)
| Recensione             | Giudizio |
| ---------------------- | -------- |
| AllMusic               |          |
| Blender                |          |
| Encyclopaedia Metallum | 88/100   |

Overkill è il secondo album dei Motörhead pubblicato nel 1979 da Bronze Records in formato LP e MC.

## Il disco
Il disco è prodotto da Jimmy Miller – eccetto Tear Ya Down, prodotto da Neil Richmond e remixato ai Roundhouse Studios da Jimmy Miller. È stato registrato dal dicembre 1978 al gennaio 1979 ai Roundhouse Studios e Sound Development Studios, Regno Unito, eccetto Tear Ya Down, registrata ai Wessex Studios. La copertina è opera di Joe Petagno.
Overkill ha raggiunto la posizione numero 24 nelle classifiche britanniche. L'album è ricco di canzoni che sarebbero in seguito diventati classici dei Motörhead e dello stesso heavy metal.
L'album comincia con l'omonima traccia Overkill, pietra miliare dei Motörhead, grazie anche all'uso estenuante della doppia cassa (tecnica di cui il gruppo è stato tra i primi fautori). Il disco prosegue con Stay Clean, canzone veloce, con un buon ritornello e dai riff coinvolgenti. A seguire (I Won't) Pay Your Price e I'll Be Your Sister, forse i pezzi che, a detta di parte dei fan, risultano più deboli o meno riusciti.
L'assolo di Capricorn è nato mentre "Fast" Eddie Clarke stava provando la sua chitarra. Inoltre, la canzone è dedicata da Lemmy al suo segno zodiacale. Seguono altri due classici del trio britannico, No Class e Damage Case. Successivamente una canzone più punkeggiante come Tear Ya Down e una più lenta e hard rock, ma allo stesso tempo molto coinvolgente, Metropolis.
L'ultima traccia s'intitola Limb from Limb ed è un brano che si discosta dal sound generale dell'album e molto particolare anche per il raro fatto che il frontman suona un assolo di chitarra.
Una edizione del 1996, rimasterizzata in CD, contiene 5 tracce bonus, compresa Louie Louie composta da Richard Berry.

## Tracce
Testi e musiche di Lemmy Kilmister, Phil Taylor, Eddie Clarke.
1. Overkill – 5:12
2. Stay Clean – 2:40
3. (I Won't) Pay Your Price – 2:56
4. I'll Be Your Sister – 2:51
5. Capricorn – 4:06
6. No Class – 2:39
7. Damage Case – 2:59 (Kilmister, Taylor, Clarke, Mick Farren)
8. Tear Ya Down – 2:39
9. Metropolis – 3:34
10. Limb from Limb – 4:54

### Tracce bonus
1. Too Late, Too Late – 3:25
2. Like a Nightmare – 4:27
3. Louie, Louie – 2:47 (Richard Berry)
4. Tear Ya Down (versione strumentale) – 2:39
5. Louie, Louie (versione alternativa) – 2:52

## Formazione
- Lemmy Kilmister - basso, voce, chitarra secondaria per la traccia 10
- "Fast" Eddie Clarke - chitarra
- Phil "Philty Animal" Taylor - batteria